# Cap d'any japonès
L'any nou japonès (正月, Shōgatsu) és la més important de les festes al calendari japonès. En sentit més ampli, es refereix al primer mes de cada any. En temps antics aquesta data coincidia amb el calendari xinès, a l'inici de la primavera, però des de 1873 aquesta data va ser ajustada al calendari gregorià i, per tant, coincideix amb el primer de gener.

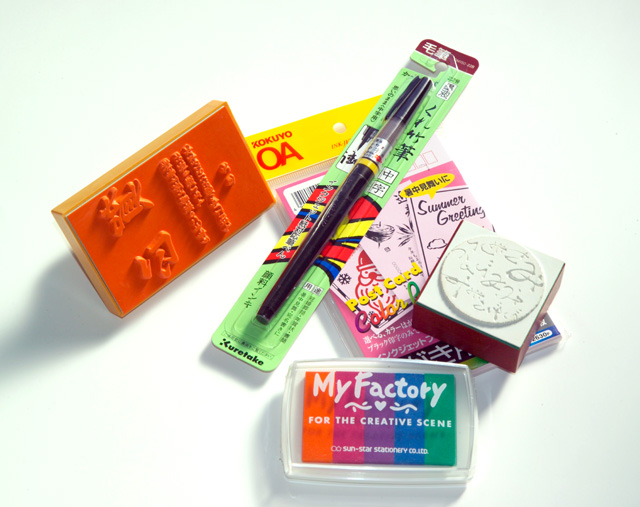
Materials per fer nengajō (postals de felicitació)

Les celebracions es realitzen durant tres dies en què només es fan els treballs més necessaris, i la gent dedica la major part del temps a la seva família. S'acostuma a jugar a jocs tradicionals i menjar plats especialment preparats per a la celebració.
També s'organitza una profunda neteja de les cases, que després són decorades amb kadomatsu, pins decoratius que representen la longevitat.
Tradicionalment, el kadomatsu s'ha de posar el 13 de desembre perquè després d'aquesta data està prohibit anar a tallar pins a les muntanyes. Aquest arbre decoratiu es manté fins al 15 de gener.
Durant la celebració es lliuren els  Seibo, regals elegits per a aquelles persones de qui es va rebre ajut durant el transcurs de l'any, i el primer de gener es lliuren totes les cartes de salutacions d'any nou que es van guardar a l'oficina de correus per a ser repartides en un enviament especial cada any.
És també molt important saldar els deutes abans de final d'any.